# Psammophis sudanensis
Espèce
Synonymes
- Psammophis subtaeniatus sudanensis Werner, 1919

Psammophis sudanensis est une espèce de serpents de la famille des Lamprophiidae. 

## Répartition
Cette espèce se rencontre en République centrafricaine, au Bénin et au Cameroun.

## Étymologie
Son nom d'espèce, composé de sudan et du suffixe latin -ensis, « qui vit dans, qui habite », lui a été donné en référence au lieu de sa découverte, Kadougli au Soudan où l'espèce n'est désormais plus présente.

## Publication originale
- Werner, 1919 : Wissenschaftliche Ergebnisse der mit Unterstützung der Kaiserlichen Akademie der Wissenschaften in Wien aus der Erbschaft Treitl von F. Werner unternommenen zoologischen Expedition nach dem Anglo-Aegyptischen Sudan (Kordofan) 1914. IV. Bearbeitung der Fische, Amphibien und Reptilien. Denkschriften der Kaiserlichen Akademie der Wissenschaften zu Wien, Mathematisch-Naturwissenschaftliche Classe, vol. 96, p. 437-509 (texte intégral).